# Bjergby
Bjergby – miasto w Danii, w regionie Jutlandia Północna, w gminie Hjørring.